# Mimobolbus fulvus
Mimobolbus fulvus is een keversoort uit de familie cognackevers (Bolboceratidae). De wetenschappelijke naam van de soort werd in 1842 gepubliceerd door Hippolyte Louis Gory.